# Echinoderes kozloffi
Echinoderes kozloffi är en djurart som tillhör fylumet pansarmaskar, och som beskrevs av Higgins 1977. Echinoderes kozloffi ingår i släktet Echinoderes och familjen Echinoderidae. Inga underarter finns listade i Catalogue of Life.